# Tom Fenchel
Tom Michael Fenchel (født 19. marts 1940 i København) er en dansk marinbiolog og professor ved først Aarhus Universitet og siden Københavns Universitet.
Han blev ph.d. 1964 og dr.scient. 1969 fra Københavns Universitet. Han er en ofte citeret forsker og bl.a. kendt for Fenchels lov.
I 1986 modtog han ECI Prisen for økologi og udgav året efter bogen i ECI-serien Excellence in Ecology.
Han var præsident for Videnskabernes Selskab i perioden 2004-2008 (medlem siden 1976).